# 莫赫納奇卡
50°3′35″N 29°38′1″E / 50.05972°N 29.63361°E
莫赫納奇卡（烏克蘭語：Мохначка）是烏克蘭北部的村莊，隸屬日托米爾州的日托米爾區。該村始建於1540年，面積2.83平方公里，海拔高度183米，2001年人口457，人口密度每平方公里171.84人。